# Xian de Jianhe
Le xian de Jianhe (剑河县 ; pinyin : Jiànhé Xiàn) est un district administratif de la province du Guizhou en Chine. Il est placé sous la juridiction de la préfecture autonome miao et dong de Qiandongnan.

## Démographie
La population du district était de 199 591 habitants en 1999.